# ديفيد وليامز
ديفيد وليامز (بالإنجليزية: David Williams)‏ (18 سبتمبر 1968 بليفربول في المملكة المتحدة - ) هو لاعب كرة قدم بريطاني في مركز حراسة المرمى. لعب مع أولدهام أثلتيك وكارديف سيتي ونادي بانغور سيتي ونادي بيرنلي ونادي روتشديل ونادي ريل ونادي ستاليبريدج سيلتيك وEbbw Vale F.C. ‏.